# Orce
Orce es una localidad y municipio español situado en la parte suroriental de la comarca de Huéscar, en la provincia de Granada, comunidad autónoma de Andalucía. Limita con los municipios granadinos de Cúllar, Galera, Huéscar y Puebla de Don Fadrique; y con los almerienses de María y Chirivel. Por su término discurre el río Orce.
El municipio orcerino comprende los núcleos de población de Orce —capital municipal—, Fuente Nueva y Venta Micena, así como los diseminados de La Piedra, Pinelo y Pozo de la Rueda.

## Historia

### Prehistoria-Alta Edad Media
En 1982 el paleoantropólogo Josep Gibert descubrió un yacimiento situado en la pedanía de Venta Micena donde aparecieron unos restos óseos aparentemente humanos que se dieron a conocer en la prensa como El hombre de Orce. Según el propio Gibert se trata de los restos humanos más antiguos de Europa, pero tanto su naturaleza humana o no, como su antigüedad y su importancia son discutidas por la comunidad científica.
El yacimiento arqueológico de Cerro de la Virgen incluye un poblado fechado en el año 2000 a. C. donde se han encontrado tres fases de estratos del neolítico, seguidos de otros romanos, visigodos y árabes.

### Edad Media
En 1324 el rey Ismaíl I de Granada, aprovechando la anarquía existente en Castilla por la minoría de edad del rey Alfonso XI, recuperó en una rápida campaña las localidades de Huéscar, Orce, Galera y Baza.

## Geografía

### Ubicación
Integrado en la comarca de Huéscar, se encuentra situado a 138 kilómetros de la capital provincial, a 158 de Murcia, a 171 de Almería y a 195 de Jaén. El término municipal está atravesado por la carretera GR-9104, que conecta Galera con María.
| Noroeste: Huéscar | Norte: Puebla de Don Fadrique | Nordeste: Puebla de Don Fadrique y María (AL) |
| Oeste: Galera     |                               | Este: María (AL)                              |
| Suroeste: Cúllar  | Sur: Cúllar                   | Sureste: Chirivel (AL)                        |

### Clima
La región tiene un clima mediterráneo severo, con precipitaciones escasas, en torno a los 270 mm anuales y con temperaturas muy frías en invierno, siendo el estío cálido.

### Naturaleza
La composición geológica del terreno es de yesos, sedimentos lacustres y piedra caliza. Estas condiciones permiten que prosperen endemismos difíciles de encontrar como el Cynomorium coccineum y la Vella pseudocytisus.
En cuanto a fauna mayor destaca el jabalí, la cabra montés y el arruí. También se encuentran mamíferos de menor tamaño como el zorro, el tejón, la garduña y el gato montés. Es fácil avistar en el cielo grandes bandadas de buitre leonado y aves no muy abundantes en otros lugares como águilas calzadas, culebreras, vencejos, oropéndolas, carracas y abejarucos.

### Geoparque de Granada
Orce se encuentra dentro del Geoparque de Granada, que engloba el área del Altiplano semiárido del sudeste peninsular. Se han catalogado tres puntos de interés geológico en Orce. El más importante desde el punto de vista científico es el yacimiento paleontológico de Barranco León. Los otros dos puntos son los yacimientos paleontológicos de Venta Micena y Fuentenueva.
Además del interés geológico, el término municipal de Orce alberga una enorme riqueza paisajística por sus escarpados barrancos poblados de esparto, y sus llanos; inmensas estepas cerealistas que se convierten en dehesa de encina conforme más se alejan de la civilización.

### Sierra de Orce
Un tercio del término lo constituye la sierra de Orce, un sistema montañoso de roca caliza con disposición este-oeste, que en el extremo almeriense da lugar al parque natural de Sierra de María-Los Vélez. El pico cumbre de la sierra de Orce es el Argerín, que se eleva a 1826 m s. n. m. La vegetación se compone fundamentalmente de encina y pino carrasco, aunque también se encuentran bosques de quejigo y pino larício donde las condiciones lo permiten.

## Demografía
Orce cuenta con una población de 1148 habitantes (INE 2024).
| Gráfica de evolución demográfica de Orce entre 1842 y 2021                                                          |
| |
| Población de derecho según los censos de población del INE Población de hecho según los censos de población del INE |

Se distribuyen de la siguiente manera:
style="text-align:right;"
| Unidad poblacional | Hab. |
| ------------------ | ---- |
| Orce               | 1092 |
| Fuente Nueva       | 56   |
| Venta Micena       | 33   |
| diseminado         | 11   |
| TOTAL              | 1192 |

## Economía
Su economía tradicional se basa en la agricultura y en la ganadería, destacando la cría del cordero segureño. En los últimos años ha empezado a desarrollarse una nueva economía en torno a la explotación de los importantes recursos patrimoniales, científicos y culturales de la localidad. Además, gracias a la multitud de cuevas que hay en Orce, están apareciendo empresas dedicadas al turismo rural.

### Evolución de la deuda viva municipal
El concepto de deuda viva contempla sólo las deudas con cajas y bancos relativas a créditos financieros, valores de renta fija y préstamos o créditos transferidos a terceros, excluyéndose, por tanto, la deuda comercial.
| Gráfica de evolución de la deuda viva del Ayuntamiento de Orce entre 2008 y 2022                                  |
| |
| Deuda viva del Ayuntamiento de Orce, en miles de euros, según datos del Ministerio de Hacienda y Función Pública. |

## Administración y política
Los resultados en Orce de las últimas elecciones municipales, celebradas en mayo de 2019, son:
| Elecciones Municipales - Orce (2019) | Elecciones Municipales - Orce (2019)     | Elecciones Municipales - Orce (2019) | Elecciones Municipales - Orce (2019) | Elecciones Municipales - Orce (2019) |
| Partido político                     | Partido político                         | Votos                                | Votos                                | Concejales                           |
| ------------------------------------ | ---------------------------------------- | ------------------------------------ | ------------------------------------ | ------------------------------------ |
|                                      | Izquierda Unida-Orce para la Gente (IU)  | 421                                  | 56,66 %                              | 6                                    |
|                                      | Partido Socialista Obrero Español (PSOE) | 258                                  | 34,72 %                              | 3                                    |
|                                      | Partido Popular (PP)                     | 59                                   | 7,94 %                               | 0                                    |

### Alcaldes
| Legislatura | Nombre                                                                       | Grupo   |
| ----------- | ---------------------------------------------------------------------------- | ------- |
| 1979-1983   | Gabriel Valeras Martínez                                                     | PSOE    |
| 1983-1987   | José María González Galera                                                   | IND     |
| 1987-1991   | Vicente Burgos Ambel                                                         | IND     |
| 1991-1995   | Leandro Castellar Carmona                                                    | PSOE    |
| 1995-1999   | Leandro Torres Alchapar (1995-1998) José Ramón Martínez Olivares (1998-1999) | FADI IU |
| 1999-2003   | José Ramón Martínez Olivares                                                 | IU      |
| 2003-2007   | José Ramón Martínez Olivares                                                 | IU      |
| 2007-2011   | José Ramón Martínez Olivares                                                 | IU      |
| 2011-2015   | José Ramón Martínez Olivares                                                 | IU      |
| 2015-2019   | José Ramón Martínez Olivares                                                 | IU      |
| 2019-act.   | José Ramón Martínez Olivares                                                 | IU      |

## Comunicaciones

### Carreteras
Las principales vías de comunicación que transcurren por el municipio son:
| Identificador | Denominación      | Itinerario            |
| ------------- | ----------------- | --------------------- |
| GR-9104       | De Galera a María | Galera - L.P. Almería |
| GR-9107       | De A-330 a Orce   | A-330 - Orce          |

Algunas distancias entre Orce y otras ciudades:
| Ciudades | Distancia (km) |
| -------- | -------------- |
| Huéscar  | 14             |
| Granada  | 138            |
| Murcia   | 158            |
| Almería  | 171            |
| Jaén     | 195            |

## Servicios públicos

### Sanidad
El municipio cuenta con un consultorio médico de atención primaria situado en la calle Eras de San Pedro s/n, dependiente del Área de Gestión Sanitaria Nordeste de Granada. El servicio de urgencias está en el centro de salud de Huéscar, y el área hospitalaria de referencia es el Hospital de Baza.

### Educación
El único centro educativo que hay en el municipio es:
| Denominación genérica                    | Nombre del centro | Naturaleza | Dirección              |
| ---------------------------------------- | ----------------- | ---------- | ---------------------- |
| Colegio de educación infantil y primaria | CEIP San José     | Público    | Camino de San Simón, 1 |

## Cultura
En la cultura local destacan las danzas de las tentaciones de San Antón, bailadas únicamente en Orce. Se realizan en grupo de ocho personas vestidos pintorescamente con pantalón de pana negro, camisa blanca, faja de franela de colores vistosos, cintas multicolores, medias y alpargatas blancas, un sombrero de copa adornado con cintas anchas de colores y un ramillete de flores. Los danzantes acompañan este baile tocando guitarras, laudes, bandurrias, panderetas, platillos y triángulos.

### Patrimonio
Alcazaba de las Siete Torres

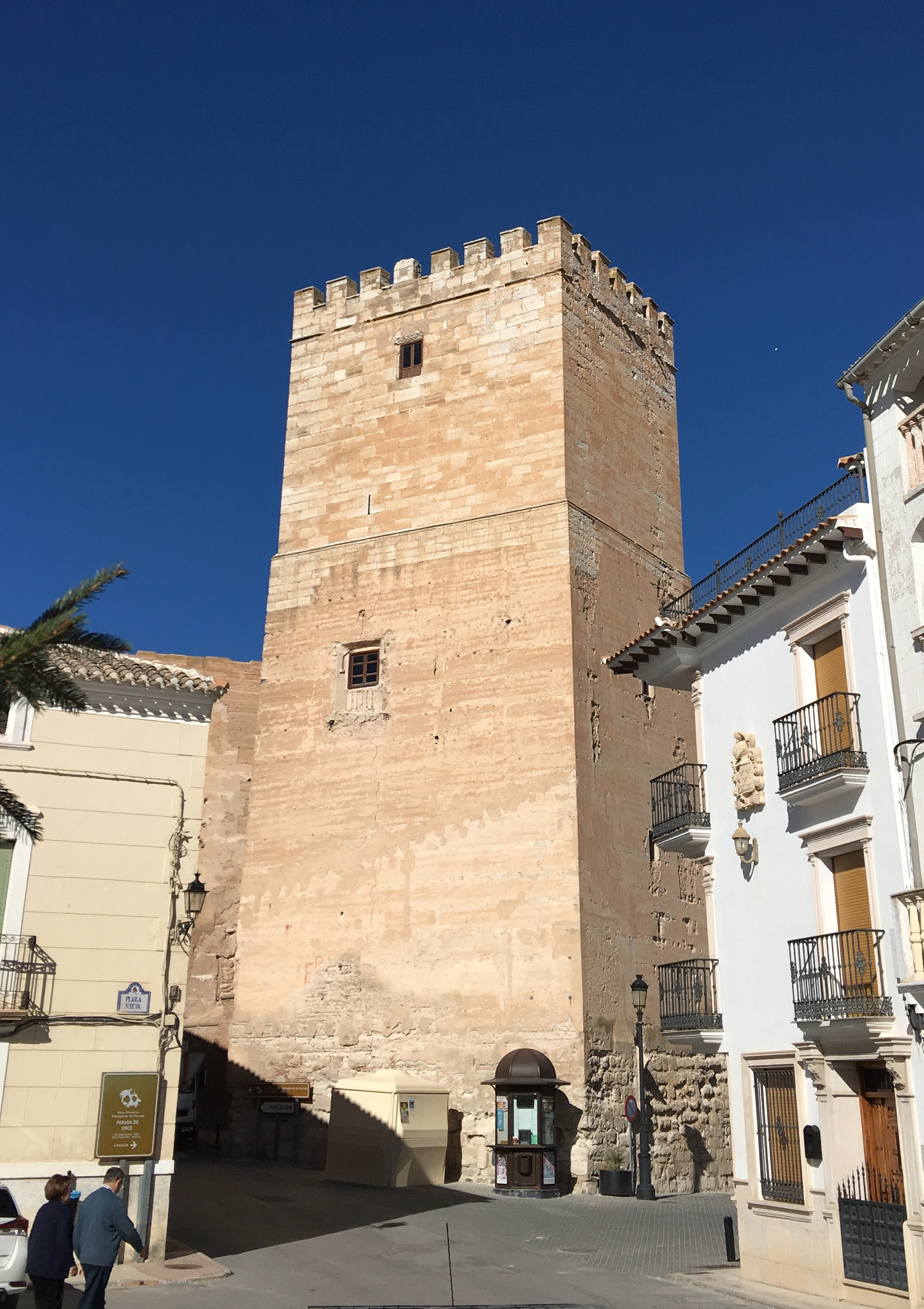
Torre del homenaje de la alcazaba de las Siete Torres, en Orce

En el centro de la población hay una alcazaba árabe, denominada popularmente Castillo de las siete torres. El origen preciso de la construcción de esta fortaleza castillo se desconoce, siendo en cualquier caso anterior al siglo XI. La torre del homenaje fue construida coetáneamente al castillo, y reconstruida en el siglo XVI, tras un terremoto. Aunque de estilo típicamente nazarí, a partir de su parte media, y a causa de las diversas reparaciones acometidas, su estilo deviene renacentista. La alcazaba se encuentra en buen estado de conservación gracias a una gran restauración, porque a principios del siglo XX no había conciencia de la importancia de su valor arquitectónico y los habitantes edificaron sus casas sobre él.
Como la población fue fronteriza entre los reinos de Castilla y Granada durante el siglo XV, existe un cordón de atalayas las cuales están situadas en el término municipal de Orce. Las atalayas denominadas de la Umbría y del Salar están muy bien conservadas, y otra ubicada en la zona denominada El molino de la Torre está derruida.
Palacio de los Segura
El Palacio de los Segura fue construido entre los siglos XVI y XVII, con reformas en el XVIII, por la familia que le da nombre y que había llegado a la localidad con la Reconquista. Destacan los trabajos de forja de las ventanas y balcones exteriores y el patio interior con columnas de mármol. Es denominado popularmente casa de los Cirilos en alusión a una leyenda del siglo XVII sobre un fantasma llamado Cirilo.
Yacimientos de la región de Orce
Los yacimientos no están habilitados para la visita habitual si bien existe un mirador, en honor a Josep Gibert, junto al primero de los yacimientos, Venta Micena, desde el cual se puede observar la cuenca donde se encuentran todos ellos. En el mes habitual de excavación, julio, un día a la semana se organizan visitas donde parte del equipo muestra el trabajo de campo.
Museo de Prehistoria de Orce

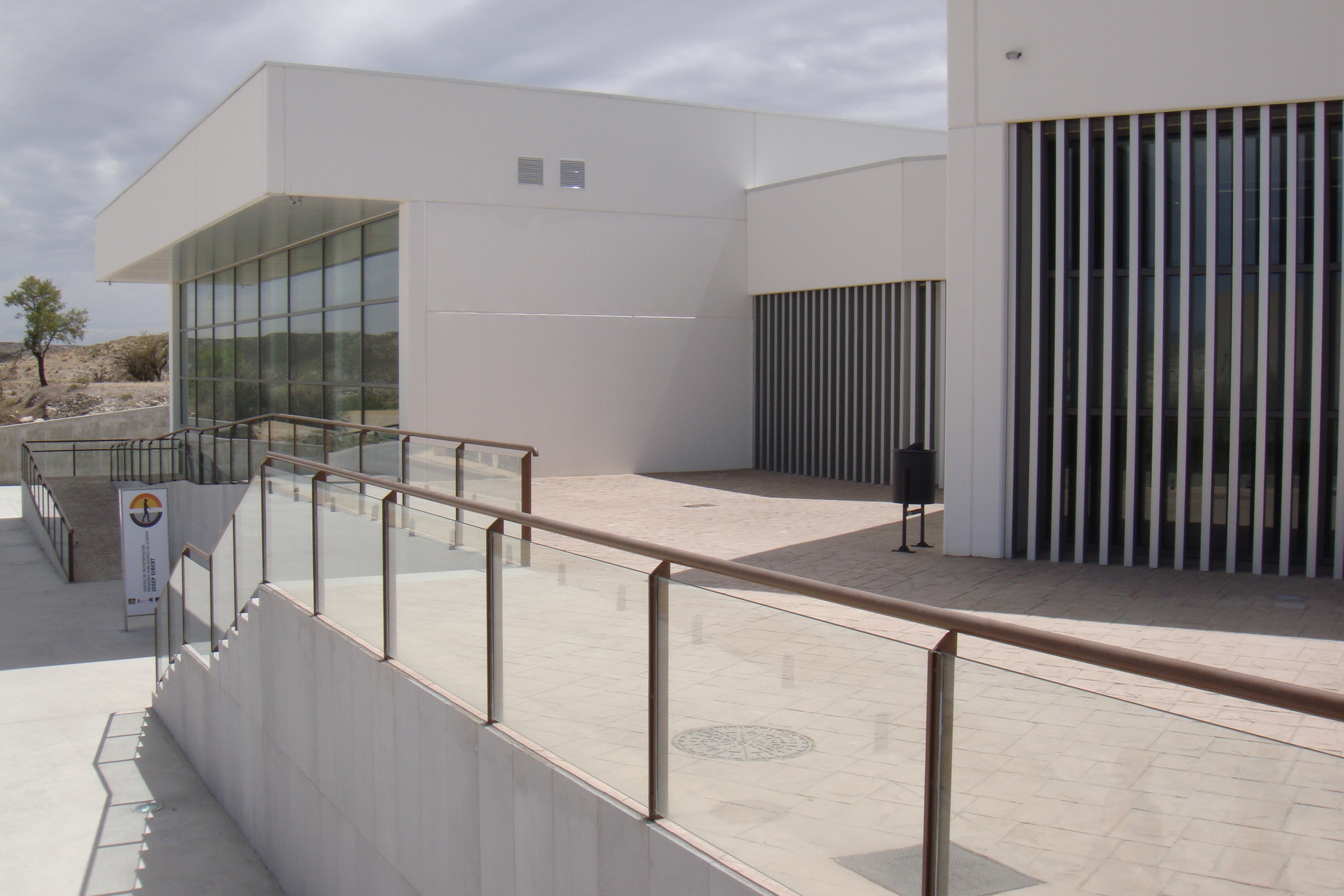
El Museo de Prehistoria de Orce

El Museo de Prehistoria de Orce fue inaugurado en agosto de 2015 y alberga los restos paleontológicos y arqueológicos de los yacimientos pleistocénicos de la cuenca de Guadix-Baza.

### Fiestas
En enero destacan las fiestas de San Antón y San Sebastián con una duración de cinco días. A la procesión de las imágenes les acompaña una soldadesca, y los tradicionales danzantes, cascaborra y paje. En la víspera de San Sebastián se lleva a cabo también una lucha entre moros y cristianos. Estas fiestas están muy arraigadas a los habitantes de Orce y llevan consigo muchas tradiciones como la suelta por el pueblo y posterior rifa del marranillo de San Antón y la música y bailes populares que tienen lugar en la colación al caer la noche.
Como festejos locales también se pueden incluir el Jueves Lardero en el que la gente va al campo a comer con amigos y familiares y en el que es común el hornazo —un pan pequeño con un huevo cocido en medio— y la romería a la ermita de la Virgen de la Cabeza, llevada a cabo el último domingo de mayo. Ambas fiestas están perdiendo peso con el paso de los años.
Durante el segundo fin de semana de agosto se celebran las fiestas patronales en honor a la Virgen de los Dolores, que tradicionalmente tenían lugar en septiembre.

## Orcerinos célebres

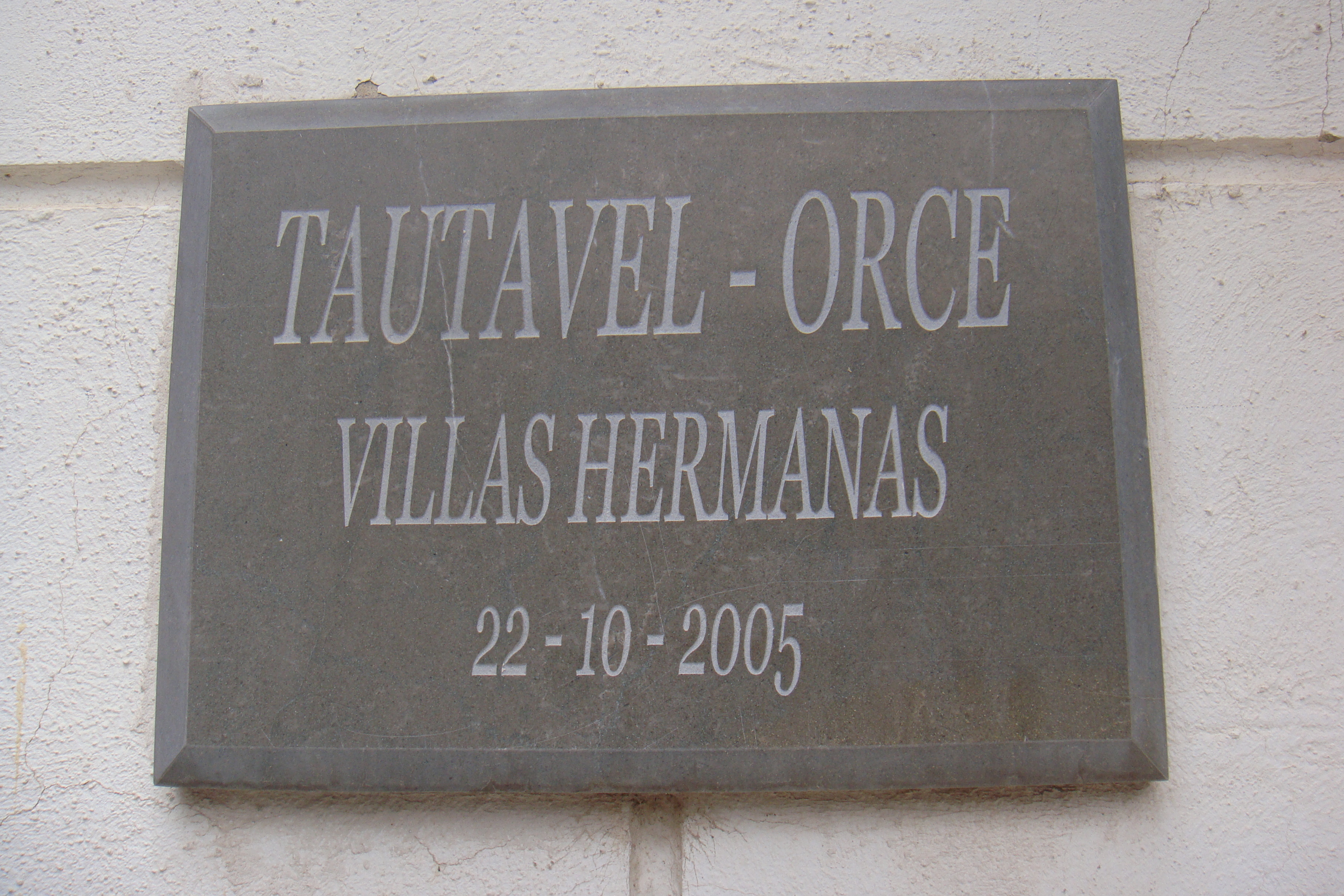
Placa conmemorativa del hermanamiento entre Orce y Tautavel

## Zonas recreativas

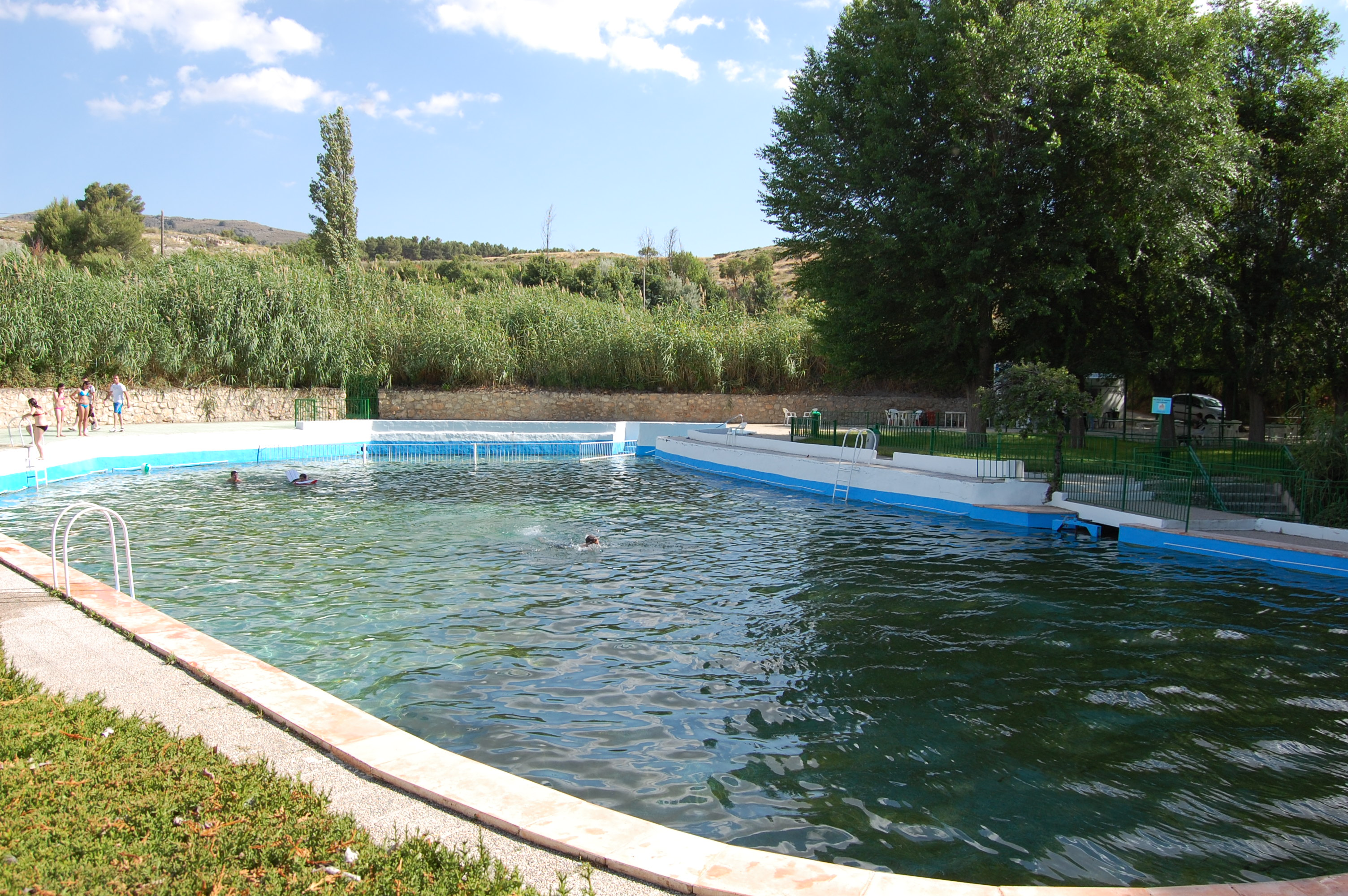
Piscina natural de Fuencaliente, en Orce

Zona recreativa de El Bosque
Se encuentra a 10 km de Orce, en una pista forestal que arranca frente al campo de fútbol a la salida del casco urbano, en la carretera que conduce a María. En la zona hay una antigua casa forestal, merenderos, barbacoas y un pintoresco pozo manual de agua potable. Está situado al pie de la sierra de Orce en una zona en la que abundan los pinos, carrascas y plantas aromáticas como el tomillo y el romero.
Zona recreativa de Fuencaliente
A unos 2 km del pueblo, camino de Galera se encuentra el manantial de agua transformado en zona de baño gratuito y lugar de recreo. Es singular por la claridad de sus aguas y la presencia de barbos. El agua, que tiene propiedades medicinales, es de origen subterráneo y nace del fondo engravillado de un estanque, y se renueva continuamente, sin depuradora ni filtro alguno. Mantiene su temperatura constante todo el año.

## Hermanamiento
- Tautavel, Francia (2005)